# Infidelity
Infidelity is een nummer van de Britse band Simply Red uit 1987. Het is de tweede single van hun tweede studioalbum Men and Women.
"Infidelity" gaat over een man die, zoals de titel doet vermoeden, ontrouw is aan zijn geliefde. Het nummer werd in een aantal landen een bescheiden hit. Zo werd in het Verenigd Koninkrijk de 31e positie gehaald. In Nederland had het nummer minder succes; daar moest de plaat het met een 8e positie in de Tipparade stellen.